# Morti nel 1427
| Questa pagina contiene informazioni ricavate automaticamente dalle voci biografiche con l'ausilio del template Bio e di un bot. L'aggiornamento è periodico e automatico e ricostruisce completamente la pagina. Se manca una persona in questa lista, sei pregato di non aggiungerla, ma accertati piuttosto che la sua voce biografica contenga il template Bio e che i dati anagrafici siano correttamente compilati. Se il template Bio manca, inseriscilo tu stesso o, in alternativa, metti l'avviso {{tmp\|Bio}} che ne segnala la mancanza. Se i dati riportati sono sbagliati, correggi direttamente la voce biografica; le modifiche saranno visibili in questa lista entro pochi giorni. Per chiarimenti vedi il progetto biografie. La lista contiene solo le 30 persone che sono citate nell'enciclopedia e per le quali è stato implementato correttamente il template Bio. Pagina aggiornata al 10 feb 2025. |

- 3 gennaio - Gabriele V di Alessandria, vescovo cristiano orientale egiziano
- 27 marzo - Rinaldo Brancaccio, cardinale italiano
- 17 aprile - Giovanni IV di Brabante, duca (n. 1403)
- 14 maggio - Re Alexis, rivoluzionario cipriota
- 28 maggio - Erich I di Braunschweig-Grubenhagen, nobile tedesco
- 28 maggio - Enrico IV, conte di Holstein-Rendsburg, conte tedesco (n. 1397)
- 29 maggio - Nanne Strozzi, condottiero italiano
- 19 luglio - Stefano III Lazaro, principe serbo
- 8 settembre - Tommaso Brancaccio, cardinale italiano
- 9 settembre - Leonardo Cubello, nobile (n. 1362)
- 12 settembre - Raffaele Fulgosio, giurista italiano (n. 1367)
- 3 ottobre - Pandolfo III Malatesta, condottiero italiano (n. 1370)
- 20 ottobre - Raffaele Raimondi, giurista italiano (n. 1377)
- 21 ottobre - Raymond Mairose, cardinale e vescovo cattolico francese
- 30 novembre - Ulrich Walker, politico e militare svizzero (n. 1360)
- 26 dicembre - Francesco Lando, cardinale e patriarca cattolico italiano
- Paolo Carnesecchi, politico, mercante e mecenate italiano
- Chimalpopoca, imperatore azteco (n. 1397)
- Cirillo di Beloozero, monaco cristiano e mistico russo (n. 1337)
- Jehuda Cresques, cartografo spagnolo (n. 1350)
- Antonio da Vallisnera, italiano
- Uberto Decembrio, umanista italiano (n. 1350)
- Angelo Maria Della Pergola, condottiero italiano
- Stefano di Francesco, pittore italiano
- Gentile da Fabriano, pittore italiano
- Isabella di Roquefeuil, nobildonna francese
- Lorenzo di Bicci, pittore italiano
- Galeazzo di Santa Sofia, medico italiano
- Amaury de Sévérac, militare francese
- Giovanni Strada, vescovo cattolico italiano